# José Raúl Zúñiga
José Raúl „Pantera” Zúñiga Murillo (ur. 13 lipca 1994 w Juradó) – kolumbijski piłkarz występujący na pozycji napastnika, od 2024 roku zawodnik meksykańskiej Tijuany.